# 기부카와정
기부카와정(貴生川町)은 시가현 고카군에 설치되었던 정이다.